# Todor Vujasinović
Todor Vujasinović, známý též jako Toša (16. října 1904 Tešanj, Rakousko-Uhersko – 25. března 1988 Bělehrad, SFRJ), byl jugoslávský partyzán později i politik socialistické Bosny a Hercegoviny a Jugoslávie.
Narodil se 16. října 1904 ve městě Tešanj v Bosně a Hercegovině. Po dokončení bohosloveckého semináře studoval filosofii v Paříži, kde se seznámil s místními komunistickými politiky a vstoupil do KS Francie.
Po návratu do vlasti v roce 1930 pracoval v řadách ilegální Komunistické straně Jugoslávie, a to na rozvoji stranických organizací ve městech Kraljevo, Čačak, Užice a Kragujevac v centrálním Srbsku. Několikrát byl za svojí činnost zatčen. V roce 1935 byl zatčen a následně odsouzen k ročnímu vězení, které strávil v káznici ve Sremské Mitrovici. V roce 1940 byl zatčen a internován v táboře v Bileći na jihovýchodě Hercegoviny.
Účastnil se zahájení povstání proti chorvatským fašistům ve východní Bosně v létě 1941. Během druhé světové války zastával různé politické pozice v partyzánské armádě. Účastnil se zasedání Antifašistické rady národního osvobození Jugoslávie a Antifašistické rady národního osvobození Bosny a Hercegoviny. Byl ministrem dopravy v první poválečné vládě. Tuto funkci zastával až do roku 1951. Až do roku 1969 byl i poslancem Svazové skupštiny. Získal četná vyznamenání jugoslávského partyzánského vojska.